# Pier'Alli
Pierluigi Pieralli, conocido artísticamente como Pier'Alli (Florencia, 1948), es un director de escena, figurinista, iluminador y escenógrafo italiano, especializado en producciones de ópera.
Mientras estudiaba arquitectura fue alumno de Tatiana Pavlova, difusora en Italia de las teorías de Stanislavsky. Desde 1968, dirigió la compañía teatral "Ourboros" en diferentes teatros de vanguardia y Festivales como Nancy, Aviñón o Ámsterdam. En los años 80 comienza a abordar puestas en escena de producciones de ópera. Debuta en la Scala de Milán en 1982 con producciones de óperas de Arnold Schoenberg, Salvatore Sciarrino y Claude Debussy.
A partir de 1987, en colaboración con el director de orquesta Riccardo Chailly, pone en escena en el Teatro Comunale de Bolonia el ciclo de El Anillo del Nibelungo, de Richard Wagner, en la que utiliza el lenguaje cinematográfico como un elemento fundamental. Tras triunfar en otros teatros italianos (Palermo, Génova, Turín, Pesaro) presenta sus producciones en la Ópera de Lille (Pelléas et Mélisande), Staatsoper de Viena (Mefistofele) o Deutsche Oper Berlin (Beatrice di Tenda). En las últimas temporadas ha colaborado asiduamente con Riccardo Muti en el Teatro de la Ópera de Roma.
En 2005 se presenta en el Teatro de la Maestranza de Sevilla con su producción de Simon Boccanegra y en 2006, para la apertura del Palacio de las Artes Reina Sofía de Valencia diseña una nueva producción de Fidelio, que se vio posteriormente en 2007 en la ópera de Los Ángeles y en 2015 en el Teatro Real de Madrid. Su producción de Tristán e Isolda para la Ópera de Roma se ha podido ver en Sevilla (2009) y en el Palacio Euskalduna de Bilbao (2011).